# Marc Brandel
Pour les articles homonymes, voir Brandel.
Marc Brandel, né le 28 mars 1919 à Londres,, en Angleterre, et mort le 16 novembre 1994 à Santa Monica, en Californie, aux États-Unis, est un écrivain et scénariste britannique, auteur de roman policier et de roman d'horreur.

## Biographie
Il fait des études au St Catharine's College et au Westminster College, Cambridge (en). Pendant la Seconde Guerre mondiale, il est dans la marine marchande. Il est président de la Dover Film Production.
En 1945, il publie son premier roman, Rain Before Seven. En 1954, il fait paraître Ça va chauffer (The Time of the Fire) qui est, selon François Guérif, « un excellent roman qui fustige les tares de l'Amérique d’après-guerre : bourgeoisie réactionnaire, immobilisme des notables, immigration ouvrière, ghettos des classes pauvres, racisme, refoulement sexuel, fanatisme religieux ».
Il a été proche de la romancière Patricia Highsmith, qu’il avait rencontrée à Yaddo. Il lui a même proposé le mariage, mais l’a finalement surtout aidée à accepter son homosexualité.

## Œuvre

### Romans
- Rain Before Seven  (1945)
- The Rod and the Staff  (1947)
- The Barriers Between (1949)
- The Choice (1950)
- The Time of the Fire (1954) Publié en français sous le titre Ça va chauffer, traduit par Igor B. Maslowski, Paris, Presses de la Cité, coll. « Un mystère » no 254, 1956
- The Man Who Liked Women (1972)
- Survivor (1976)
- The Lizard's Tail (1979) Publié en français sous le titre La Queue du lézard, traduit par Théo Carlier, Paris, Éditions Seghers, coll. « Les Fenêtres de la nuit », 1981  (ISBN 2-221-00699-2)
- Murder in the Family (1985)
- A Life of Her Own (1985)

### Littérature d’enfance et de jeunesse
- The Mine of Lost Days (1974)

Les Trois Jeunes Détectives
| Nr. (US/DE) | Titre original                     | Traduction française | Année |
| ----------- | ---------------------------------- | -------------------- | ----- |
| 35/35       | The Mystery of the Kidnapped Whale | La baleine emballée  | 1983  |
| 37/38       | The Mystery of the Two-Toed Pigeon | non-traduit          | 1984  |
| 40/43       | The Mystery of the Rogues’ Reunion | non-traduit          | 1985  |
| CB#5/52     | An Ear For Danger                  | non-traduit          | 1989  |

### Nouvelles
- The Quarry (1952)
- Cast the First Shadow (1953)
- Law-Abiding (1953)
- The Man in the Cellar (1954)
- And the Pick Pocket Wore Gloves (1954)
- Scheme to Defraud (1954)
- Murder Suspect (1955)
- It Could Happen To Anyone (1955), aussi titré The Hasty Act Publié en français sous le titre Une solution trop expéditive, Paris, Opta, Mystère magazine no 126, juillet 1958 ; réédition, Enquêtes policières no 5, 1973

## Filmographie

### Adaptation
- 1981 : La Main du cauchemar (The Hand), film américain réalisé par Oliver Stone, adaptation de La Queue du lézard (The Lizard's Tail)

### Histoire pour le cinéma
- 1967 : Croisière surprise (Double Trouble), film américain réalisé par Norman Taurog

### Scénario pour le cinéma
- 1962 : L'Arsenal de la peur (La città prigioniera), film italien[6] réalisé par Joseph Anthony

Marc Brandel a également écrit quarante-cinq scénarios pour différentes séries télévisées et téléfilms américains.

## Sources
: document utilisé comme source pour la rédaction de cet article.
- Claude Mesplède (dir.), Dictionnaire des littératures policières, vol. 1 : A - I, Nantes, Joseph K, coll. « Temps noir », 2007, 1054 p. (ISBN 978-2-910-68644-4, OCLC 315873251), p. 290-291